# Cathédrale de la Résurrection de Louga

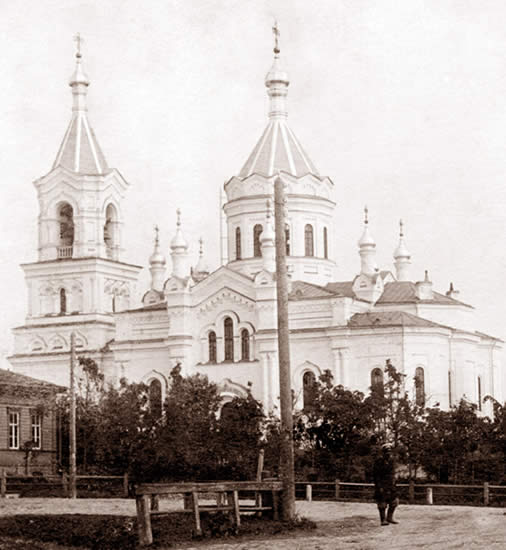
La cathédrale au début du XXe siècle.

La cathédrale de la Résurrection-du-Christ (Собо́р во и́мя Воскресе́ния Христо́ва) est une église collégiale orthodoxe russe dépendant de l'éparchie de Gatchina qui se trouve à Louga (oblast de Léningrad). Construite à la fin du XIXe siècle, elle est de style néorusse. 

## Histoire
L'église est construite à l'initiative des fidèles de la ville selon les plans des architectes Grigori Karpov et Vassili Windelbandt. Le comité de construction est dirigé par le marchand Bolotov. La première pierre est bénie en 1873. La construction s'échelonne sur quatorze ans jusqu'en 1887. Elle est consacrée le 20 septembre (3 octobre) 1887 à la Résurrection du Christ, les patronages secondaires sont l'Assomption de la Vierge et saint Jean l'Évangéliste (ce dernier autel étant consacré par Jean de Cronstadt le 12 novembre 1896). L'empereur Nicolas II, sa famille et sa suite assistent à la liturgie du 6 (19) août 1900.
L'église devient cathédrale du diocèse suffragant de Louga en juillet 1917. Elle est fermée par les autorités communistes le 13 mai 1938 et devient un cinéma. Tout son clergé (le recteur, trois prêtres, le protodiacre, le diacre et le chantre) avaient déjà été arrêtés en novembre 1937 et fusillés le 14 décembre 1937 (sauf le diacre Léonide Stoudiïski condamné à dix ans de Goulag et mort d'épuisement en mars 1938). Le marguillier, le bedeau et d'autres fidèles sont également fusillés. Ensuite, l'ancienne cathédrale sert de salle de danse, puis de casernement pour des soldats allemands pendant l'occupation de 1941-1944. Il est question d'y ouvrir des salles d'exposition du musée régional dans les années 1980.
Lorsque le nouvel État russe normalise ses relations avec les religions à partir de 1990, la cathédrale est rendue à l'Église orthodoxe russe le 18 juillet 1991. Les cérémonies liturgiques s'y tiennent régulièrement depuis Pâques 2014. L'édifice est constamment en réfection et un plan de restauration d'ensemble commence à partir de l'automne 2020. 

## Architecture

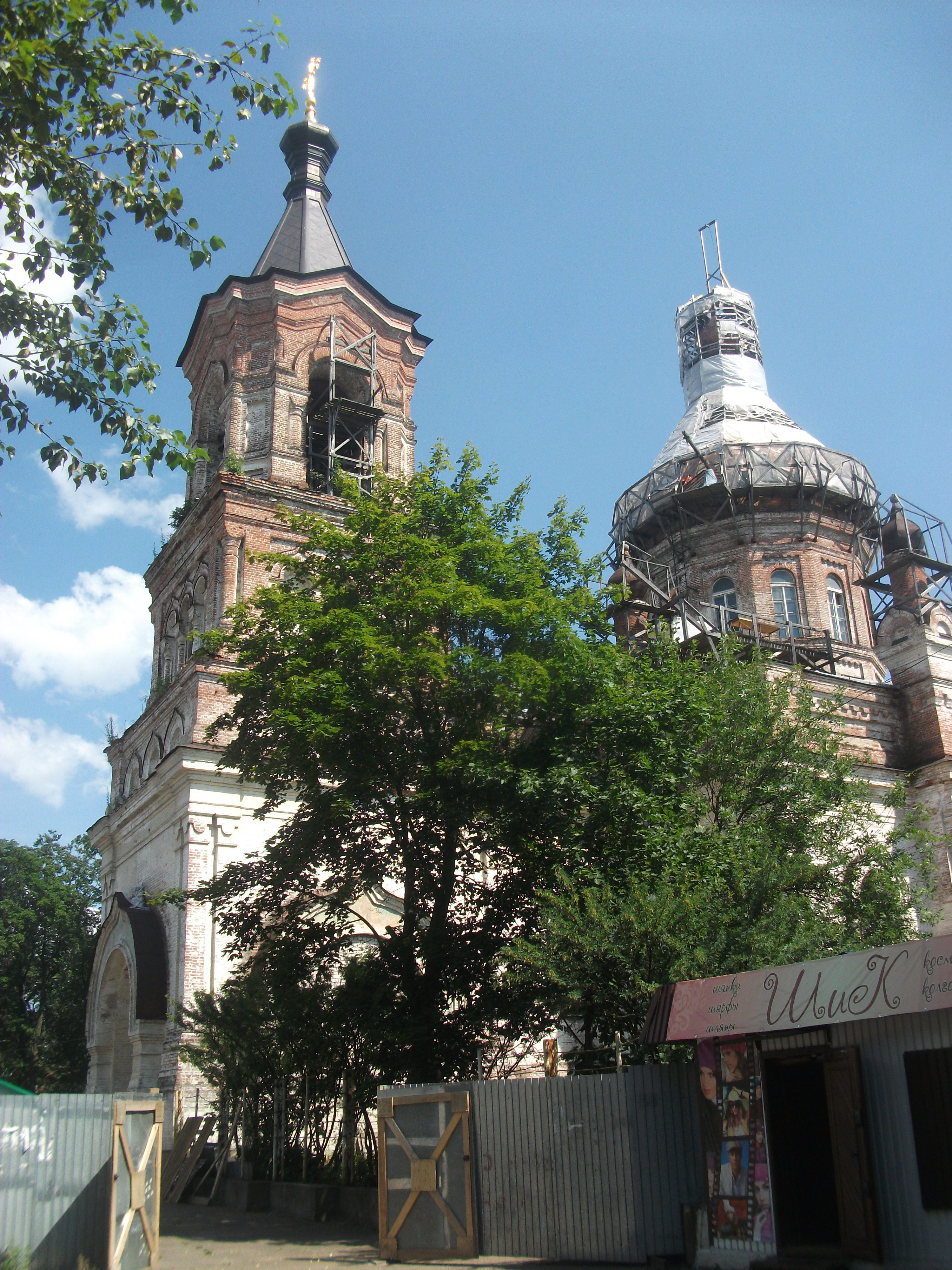
La cathédrale en 2014.)

L'église devait être surmontée de cinq dômes selon le plan de Windelbandt, retravaillé ensuite par Karpov à partir de 1882. Le toit à cinq bulbes est remplacé par un grand dôme entouré de six bulbes et lui-même surmonté d'un bulbe, le clocher est réduit et couronné d'un bulbe (comme les autres surmontés de la croix orthodoxe) et la plupart des décorations extérieures sont supprimées. Il s'agit d'un bâtiment à quatre piliers et à un dôme avec un clocher à trois niveaux, le dôme et les extrémités du clocher sont en croupe (chatior). Il y avait douze cloches avant la révolution d'Octobre, le plus grosse pesant 490 pouds. 